# 登仙橋休憩區

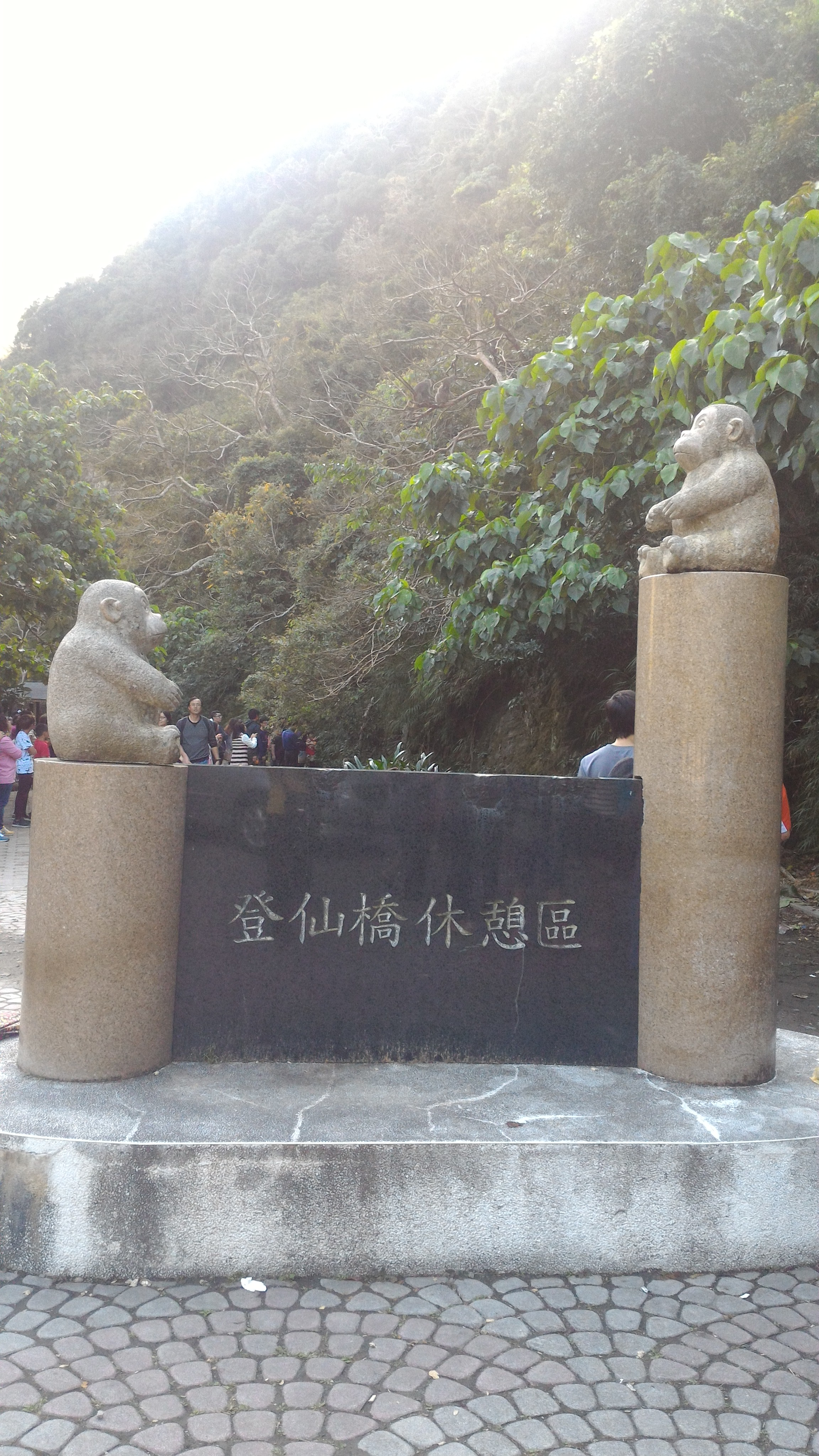
休憩區地標

登仙橋休憩區位於臺灣台東縣東河鄉台23線（東富公路）上，有新橋與舊橋兩橋，周邊景點有泰源幽谷及同位於馬武窟溪的東河橋遊憩區（位於馬武窟溪出海口，臺11線）等，除了壯觀的自然景觀外，也有頗多臺灣獼猴棲息於此。

## 簡介
登仙橋跨右馬武窟溪切穿海岸山脈所成之登仙峽，日治時期峽谷名為昇仙峽，而吊橋形式的舊橋舊名昇仙橋，是東富公路上極具特色的景點，除了壯麗的河谷與新舊登仙橋外，最獨特的魅力是不時可見大批猴群出沒的景象吸引眾多遊客來此一遊的重要賣點。  
地形上除為馬武窟溪切割都蘭山集塊岩而成的峽谷地形之外，由橋上俯瞰是秀麗山色與平靜溪流，搭配馬武窟溪河谷的高聳險竣，休憩區除了壯觀的峽谷地形外，也因猴群眾多而時常吸引遊客駐足觀賞，但也由於部份遊客過度餵食導致猴群攻擊遊客的情事屢見不鮮，目前已有人員巡守。

## 圖集

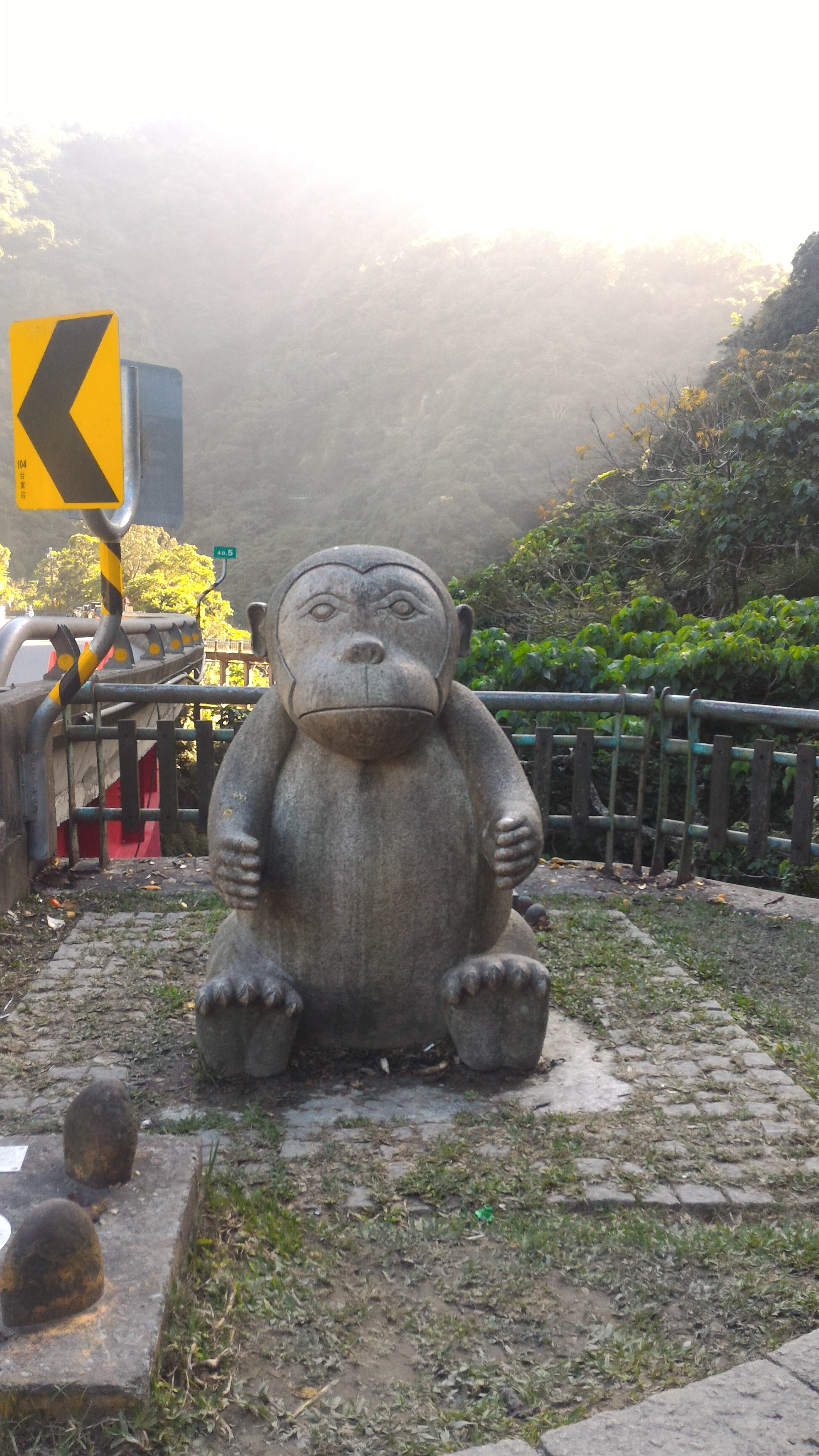
吊橋出入口處猴子造景
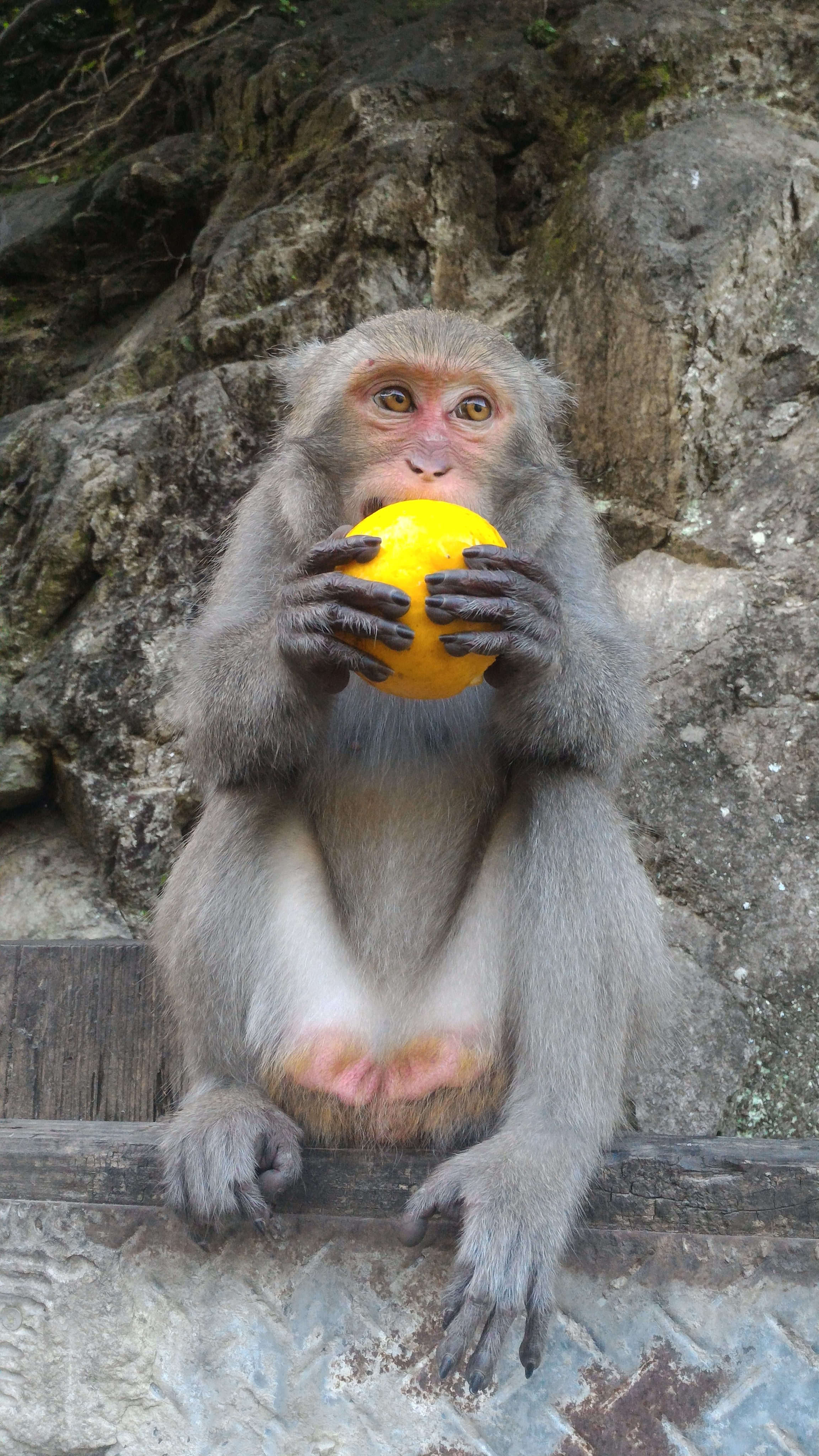
攝於2016年2月13日春節期間
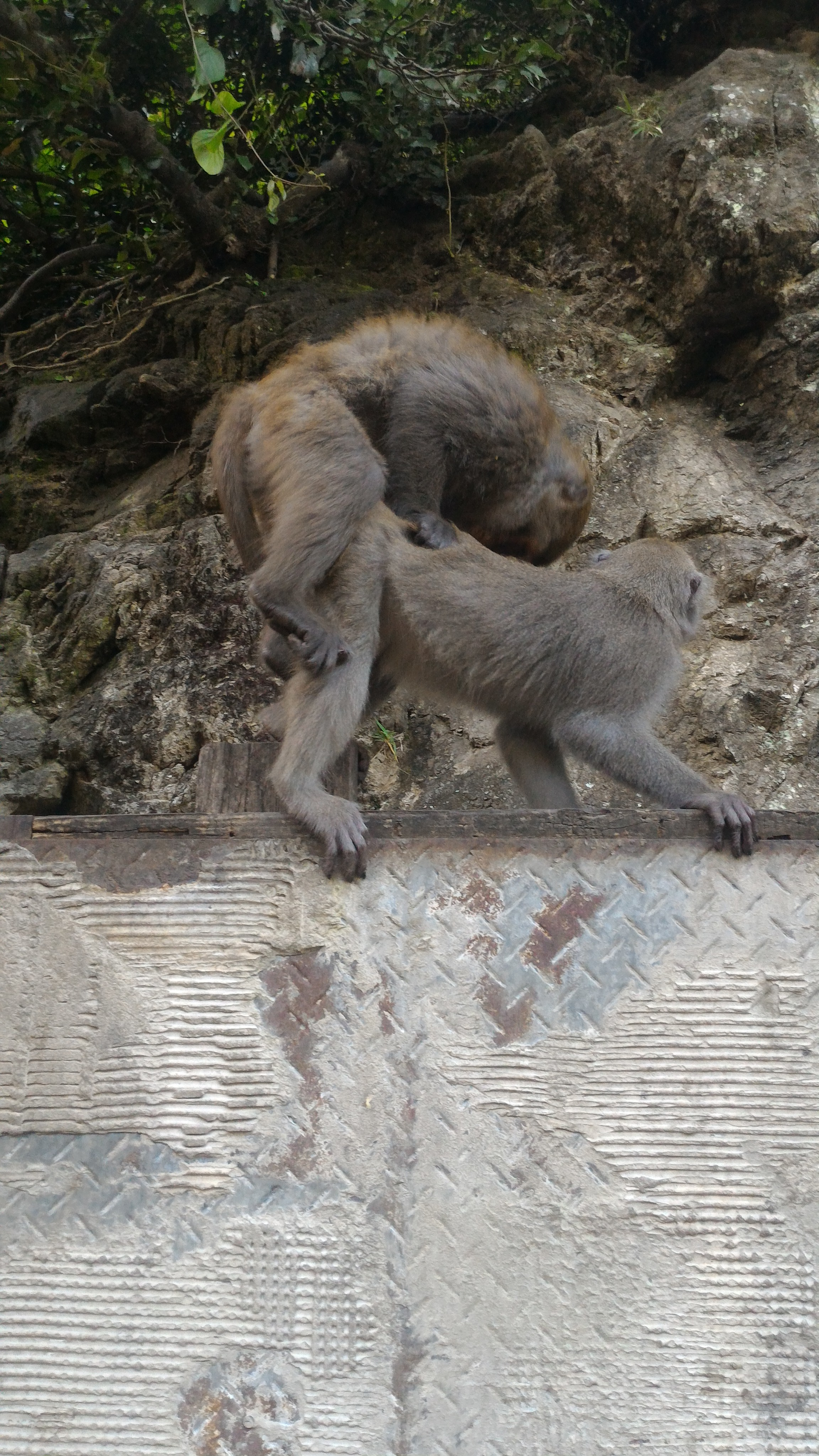
攝於2016年2月13日春節期間
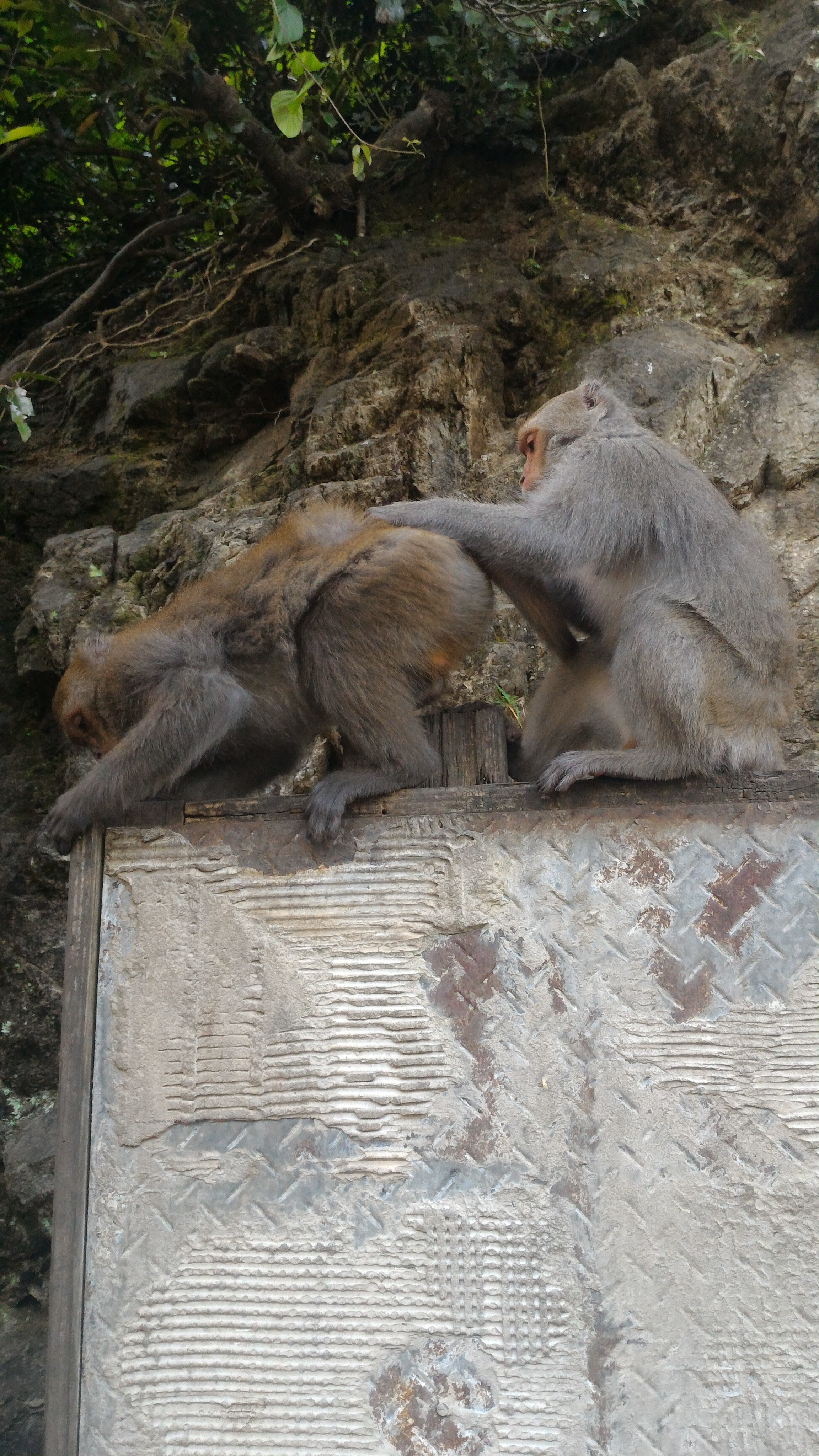
攝於2016年2月13日春節期間

## 資料來源
1. ↑  .   [2019-12-09]. （原始内容存档于2014-06-30）.

## 外部連結
- 登仙橋遊憩區 - 東河鄉公所 （页面存档备份，存于）
- 登仙橋休憩區 旅遊王 （页面存档备份，存于）